# Cass Ballenger

Cass Ballenger

Thomas Cass Ballenger (* 6. Dezember 1926 in Hickory, Catawba County, North Carolina; † 18. Februar 2015 ebenda) war ein US-amerikanischer Politiker. Zwischen 1986 und 2005 vertrat er den Bundesstaat North Carolina im US-Repräsentantenhaus.

## Werdegang
Cass Ballenger ist ein Ururenkel von Lewis Cass (1782–1866), der in der ersten Hälfte des 19. Jahrhunderts viele führende politische Ämter in den Vereinigten Staaten bekleidete. Bis 1944 besuchte er die Episcopal High School. Während des Zweiten Weltkrieges diente er in den Jahren 1944 und 1945 im Fliegerkorps der US Navy. Danach setzte er seine Ausbildung an der University of North Carolina in Chapel Hill fort. Außerdem studierte er bis 1948 am Amherst College in Massachusetts.
Politisch schloss sich Ballenger der Republikanischen Partei an. In den Jahren 1974 bis 1976 war er Abgeordneter im Repräsentantenhaus von North Carolina. Von 1976 bis 1986 gehörte er dem Staatssenat an. Nach dem Rücktritt des Kongressabgeordneten Jim Broyhill, der in den US-Senat wechselte, wurde er bei der fälligen Nachwahl für den zehnten Sitz von North Carolina als dessen Nachfolger in das US-Repräsentantenhaus in Washington, D.C. gewählt, wo er am 4. November 1986 sein neues Mandat antrat. Nach neun Wiederwahlen konnte er bis zum 3. Januar 2005 im Kongress verbleiben. Dort war er zeitweise Mitglied des Erziehungs- und Arbeitsausschusses.
1990 rief Ballenger eine Stiftung ins Leben, die Gelder für Schulen und Krankenhäuser in Mittel- und Südamerika sammelte. In seine Zeit als Kongressabgeordneter fielen die Terroranschläge am 11. September 2001, der Irakkrieg und der Militäreinsatz in Afghanistan. Im Jahr 2004 verzichtete er auf eine weitere Kongresskandidatur.
Cass Ballenger starb am 18. Februar 2015 im Alter von 88 Jahren in einem Hospiz seiner Heimatstadt Hickory.